# Joseph van der Linden d'Hooghvorst

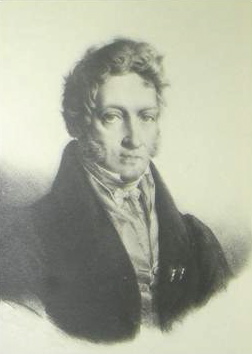

Joseph Marie Jean-Baptiste Second Colette Ghislain van der Linden d'Hooghvorst (Brussel, 24 juni 1782 - 13 december 1846) was een politicus in het Verenigd Koninkrijk der Nederlanden en in het koninkrijk België, tevens landbouwkundige en veehouder.

## Levensloop
Joseph van der Linden behoorde tot de familie Van der Linden d'Hooghvorst die in 1544 van keizer Karel V zijn eerste adelsverheffing ontving. Hij was de zoon van baron Jean van der Linden d'Hooghvorst en van Angelique Gage. Net als zijn broer Emmanuel van der Linden d'Hooghvorst, verkreeg Joseph van der Linden in 1816 het herstel van zijn adellijke status en titel, met het verschil dat de baronstitel voor hem ten persoonlijke titel werd verleend. Hij trouwde in 1820 (hij was toen al 38) met de weduwe van Maximilien d'Overschie de Neeryssche, Marie-Thérèse d'Argenteau (1783-1859). Het huwelijk bleef kinderloos. Hij was een grootoom van de volksvertegenwoordiger Edmond van der Linden d'Hooghvorst. Hij was ook kasteelheer van Limal.
Hij was grootgrondbezitter, lid van de Provinciale Staten van Zuid-Brabant en burgemeester van Brussel van 1814 tot 1815. Hij was ook kamerheer van koning Willem I der Nederlanden van 1816 tot 1830.

## Belgisch koninkrijk
Na de rellen in Brussel werd van der Linden in oktober 1830 verkozen tot lid van het Nationaal Congres voor het arrondissement Brussel. Hij kwam kort tussen om te melden dat hij een paar jaar in Beieren had gewoond, daar uitstekende herinneringen aan had overgehouden en wel graag voor de kandidatuur van Otto van Beieren wilde stemmen, indien die als goede kandidaat door de Mogendheden zou worden aanvaard. Toen dit niet het geval bleek, bracht hij zijn stem uit op Karel van Oostenrijk-Teschen. Voordien had hij de onafhankelijkheidsverklaring goedgekeurd en, onder druk, voor de eeuwigdurende uitsluiting van de Nassaus gestemd. Na 4 februari nam hij aan geen stemmingen meer deel en was hij waarschijnlijk ook weinig tot niet meer aanwezig op de Congreszittingen.
In februari-maart 1831 was hij betrokken bij een mislukte contrarevolutionaire actie tegen het erg Fransgezinde Voorlopig Bewind met de bedoeling koning Willem of zijn zoon weer op de Belgische troon te brengen.
Hij was tevens gemeenteraadslid in Brussel van 1830 tot 1840. Verder was hij gevolmachtigd minister en buitengewoon afgevaardigde van België bij de hoven van Beieren, Oostenrijk, Württemberg, Hessen-Darmstadt en Baden in 1831 en 1833.
Bij de parlementsverkiezingen van 1831 werd hij verkozen tot senator voor het arrondissement Brussel en het arrondissement Nijvel. Hij nam het mandaat op namens Nijvel en bleef zetelen tot aan zijn dood in 1846.
Joseph Van der Linden d'Hooghvorst mag niet verward worden met Joseph Van der Linden (1799-1877), die secretaris was van het Voorlopig Bewind.